# ميزون
الميزون (أو النُصَيْفَن، في الترجمات الحديثة، على وزن فُعَيْلَن من مَنْصَف الشيءِ: وسطه، ذلك أنّ وزنها يقع بين وزن الخُفَيفَنات ووزن الرُّجَيْحَنَات) جسيم أولي له شحنة موجبة أو سالبة أو متعادلة، وتتفق الميزونات في أن كتلتها 200 مثل كتلة الإلكترون ولها عزم مغزلي يساوي 1.
والميزونات جسيمات غير مستقرة، وفي أقل من جزء من الثانية بعد تكوينها مباشرة، تبدأ في الانحلال (التفكك) إلى جسيمات أخف. وقد تحمل الميزونات شحنات سالبة أو موجبة أو تكون متعادلة.
تعتبر الميزونات جسيمات دون ذرية غير مستقرة، وتتكون من كوارك ونقيض الكوارك تربطهما القوة الشديدة . وهي جزء من عائلة جسيمات الهادرون - وهي الجسيمات المتكونة من الكواركات، والجزء الآخر من عائلة الهادرونات هي الباريونات - فالجسيم دون الذري يحتوي على ثلاث كواركات. والاختلاف الرئيسي ما بين الميزونات والباريونات هو أن الميزونات لها عزم مغزلي يساوي 1 (وكذلك البوزونات)، بينما الباريون وهي فرميونات (لها عزم مغزلي 1/2 ). ولأن الميزونات والبوزونات ذات عزم مغزلي 1 ، فإن مبدأ استبعاد باولي لاينطبق عليها . ولهذا السبب فبإمكانها التصرف كأنها نواقل قوة للمسافات القصيرة، وتكون جزءا من عمليات كالتفاعل النووي.
بما أن الميزونات تحتوي على كواركات، فإنها تسهم في التفاعلات الضعيفة والقوية على حد سواء. وأيضا تسهم الميزونات ذات الشحنة الكهربائية في تآثر كهرومغناطيسي. وتصنف تلك حسب محتوى الكوارك وإجمالي رقم الزخم الزاوي والتكافؤ وخصائص أخرى. بالرغم من أن الميزون غير مستقر، إلا إن الميزونات قليلة الكتلة تكون أكثر استقرار من الثقيلة، وأسهل في المراقبة والدراسة في تجارب معجلات الجسيمات أو الأشعة الكونية. وهي عادة أقل ضخامة من الباريونات، مما يعني أنها أسهل إنتاجا في التجارب، وتعطي ظاهرة الطاقة العالية بفترة أسرع مما يعطيه الباريون. فمثلا، الكوارك الساحر كان أول من تمت رؤيته في جسيم (
J/ψ
) سنة 1974,

## خلفية تاريخية
تكهّن الفيزيائي الياباني يوكاوا هيديكي، بوجود الميزونات في عام 1935م. واعتقد أنها جسيمات أساسية، تحمل تداخلاً قويًا، تماماً كما تحمل الفوتونات القوة الكهرومغنطيسية. ولكن بعد ذلك أكّد الفيزيائيون أن الميزونات جسيمات غير أساسية. وعوضا عن ذلك، فإن الميزون يتكون من جسيمين أساسيين هما: الكوارك ومضاد الكوارك. ويعتقد الفيزيائيون الآن أيضاً أنَّ القوة النووية، يتمُّ نقلها بوساطة جسيمات تُدْعى الگلونات.
وفي عام 1937م عرّف الفيزيائي كارل أندرسون الجسيم بأنه ميزون. ولكن الباحثين وجدوا أن الجسيم الذي يُدعى الميون، لا يتأثر مباشرة بالقوة النووية القوية، ومن ثم لايمكن تصنيفه، على أنه ميزون. وقد اكتشف أول ميزون معروف، في عام 1947م الفيزيائي البريطاني سيسيل باول، عندما اكتشف بيونا في وابل من الإشعاعات الكونية.